# Taishi Matsumoto
Taishi Matsumoto (født 22. august 1998) er en japansk fodboldspiller, som spiller for den japanske fodboldklub Sanfrecce Hiroshima.